# أغنيس دونبار مودي فيتزجيبون
أغنيس دونبار مودي فيتزجيبون (بالإنجليزية: Agnes Dunbar Moodie Fitzgibbon)‏ (1833 في كوبورغ، أونتاريو - 1913 ) فنانة، ورسامة، وموضحة علمية من كندا.